# Alfaro de San Ramón
Alfaro es un distrito del cantón de San Ramón, en la provincia de Alajuela, de Costa Rica.

## Geografía
Alfaro cuenta con un área de 17,84 km² y una altitud media de 1120 m s. n. m.

## Demografía
Para el año 2022, Alfaro cuenta con una población estimada de 8512 habitantes, y para el último censo efectuado, en 2011, Alfaro contaba con una población de 7137 habitantes.

## Localidades
- Barrios: Badilla Alpízar, Sabana (parte), Tremedal (parte).
- Poblados: Bajo Matamoros (parte), Catarata, San Pedro, Valverde.

## Transporte

### Carreteras
Al distrito lo atraviesan las siguientes rutas nacionales de carretera:
- Ruta nacional 705
- Ruta nacional 742